# Schleid, Bitburg-Prüm
Schleid là một đô thị ở huyện Bitburg-Prüm, trong bang Rheinland-Pfalz, phía tây nước Đức. Đô thị Schleid, Bitburg-Prüm có diện tích 6,24 km², dân số thời điểm ngày 31 tháng 12 năm 2006 là 377 người.